# Benignus Sychrovský
Benignus Sychrovský (1. října 1675, Zbiroh – 13. září 1737, Praha), vlastním jménem Jan Kryštof Sychrovský (psáno též Sichrovský, Sichrowsky), byl český katolický kněz a teolog, člen řádu obutých augustiniánů.

## Život
Gymnázium vystudoval u jezuitů v Klementinu, další vzdělání získal na řádovém učilišti u sv. Tomáše na Malé Straně. Do řádu vstoupil roku 1693, kněžské svěcení přijal roku 1700. Poté působil jako lektor filosofie a teologie na domácím studiu generale, roku 1713 byl zvolen provinciálem a roku 1721 byl povolán do Říma. Angažoval se v kanonizačním procesu Jana Nepomuckého, roku 1728 byl podruhé zvolen provinciálem. Zemřel v konventu u sv. Tomáše na Malé Straně.
Do českých zemí uvedl teologickou školu Jiljí Římského (Aegidius Romanus), svébytný směr scholastického teologického myšlení, prosazující se vedle školy tomistické, skotistické a molinistické. K tomuto účelu Sychrovský adaptoval dílo italského augustiniána F. N. Gavardiho Theologia exantiquata juxta orthodoxam beatissimi ecclesiae magistri Augustini doctrinam a fundatissimo doctore B. Aegidio Columno expositam (6 foliových svazků, Neapol a Řím 1683–1696). Výsledkem bylo čtyřsvazkové kompendium Theologia scholastica aegidio-augustiniana, vydané v letech 1716–1720 v Norimberku. Přestože oproti Gavardiho spisu jde o výrazné zkrácení, jedná se o úctyhodné dílo, pokrývající systematicky veškerou látku scholastické teologie a tvořící jednu z nejrozsáhlejších teologických prací vzniklých na české půdě.

## Dílo
- Theologia scholastica aegidio-augustiniana (1716–1720)
- Soliloquia augustiniana (1728)
- Dissertatio I. caconico-moralis de privilegio Leonis X. P. P. Augustinianis olim concesso, an hodiedum subsistat? (1732)
- Dissertatio II. canonico-theologica super duplici virginali matrimonio (1732)
- Manuale – to jest Rukověť aneb knížka od svatého a v lásce Boží osvíceného otce Augustýna od starodávna v latinským jazyku složená, nyní na českou řeč přeložená (1736)